# Morro Spitzkopf
O morro Spitzkopf (numa tradução literal do alemão: "cabeça pontuda" ou "cabeça pontiaguda") é uma montanha no município brasileiro de Blumenau, com 938 metros de altitude. Situa-se no Parque Nacional da Serra do Itajaí. Faz parte da serra do Mar e eleva-se no vale do rio Itajaí-Açu.

## Montanhismo
O antigo caminho para o Spitzkopf, "Estrada Caeté", foi através da lei nº 2.475 de 28 de julho de 1979, denominado rua "Bruno Schreiber". A via margeia o ribeirão Caeté até o sopé da montanha. O morro foi escalado pela primeira vez em 1872, pelo Comandante das Guardas de  Batedores do Mato, Friedrich Deeke (oficialmente investido na função com o nome aportuguesado, Frederico Deeke). Em 17 de julho de 1929, foi criado o Spitzkopf Klub, tendo como diretor Otto Huber, secretário Rudolf Hollenweger, cobrador Alfredo Gossweiler e rancheiro/guarda da cabana, Fritz Hasse.